# Mojave (Kalifornien)
Mojave ist ein Census-designated place in Kern County, Kalifornien, Vereinigte Staaten. Das U.S. Census Bureau hat bei der Volkszählung 2020 eine Einwohnerzahl von 4.699 ermittelt. Mojave liegt 80 km (50 Meilen) östlich von Bakersfield, Kalifornien. Die Stadt liegt im südwestlichen Eck der Mojave-Wüste.

## Geografie

### Nachbargemeinden
- California City, nördlich
- Edwards, (Gemeindefreies Gebiet) Östlich, Edwards Air Force Base und Dryden Flight Research Center
- Rosamond, südlich
- Tehachapi, westlich

## Geschichte
Gegründet wurde der Ort 1876 als Baulager für die Gesellschaft Southern Pacific Railroad, als diese die Eisenbahnverbindung zwischen Los Angeles und San Francisco erbauten. Der Tag an dem der erste Passagier in Mojave eintraf, der 8. August 1876, wird als Geburtstag der Stadt bezeichnet. Die Zugverbindung nach Bakersfield führt über den Tehachapi Loop in den Tehachapi Mountains.
Die Stadt diente auch als Bauzentrale der Los-Angeles-Wasserleitung. Die erste Post eröffnete ebenfalls 1876. Die Stadt wurde nach Yuma-sprechenden im Südwesten der USA lebenden Yuma-Indianer benannt. Einen wesentlichen Stellenwert in der Geschichte von Mojave hat die Luftfahrt eingenommen. In Mojave ist auch der Entwickler von Flugzeugprototypen Scaled Composites beheimatet.

## Kultur und Sehenswürdigkeiten

### Bemerkenswerte Orte
- Mojave Air & Space Port, unter anderem mit dem dortigen Flugzeugfriedhof
- Hyundai Kia Automotive Group Teststrecke, östlich der Stadt
- Tehachapi Pass Windpark

### Kirchen
- Assembly of God Kirche
- Hope Lutheran Kirche
- First Southern Baptist Kirche
- Full Gospel House of Prayer

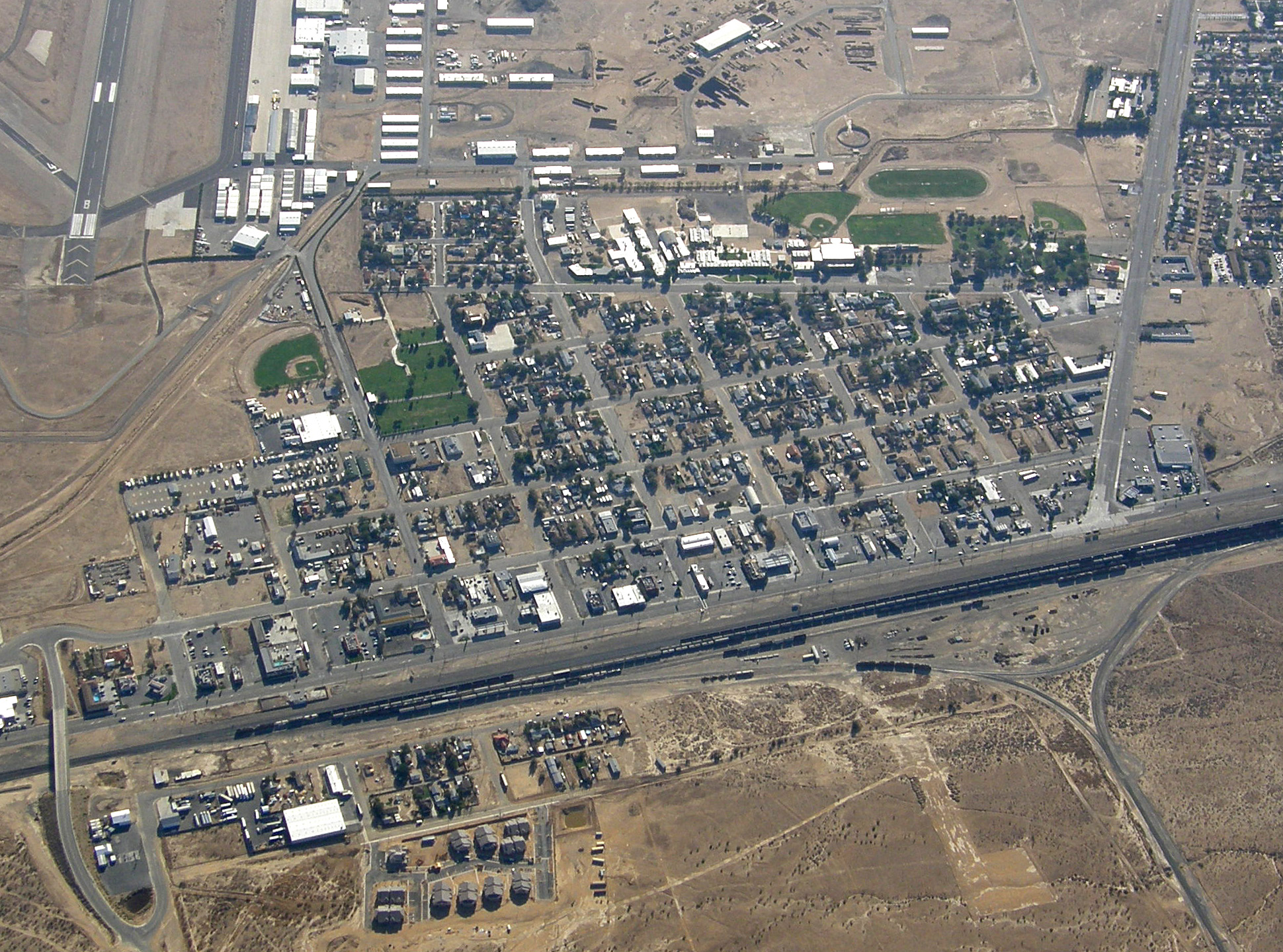
Mojave, Ausblick nach Osten, aus 3.000 m

- Kingdom Hall of Jehovahs Witnesses
- Mojave Community Kirchengemeinde
- Mojave Missionarisch Baptist Kirche
- Siebenten-Tags-Adventisten Kirche
- Saint Francis Katholische Kirche

### Sport
Mojave verfügt über einen Golfplatz, den Camelot Golf Course mit rund 1 km² Größe. Dieser Golfplatz wurde durch die Southern California Golf Association (SCGA) zugelassen.

## Wirtschaft und Infrastruktur

### Verkehr

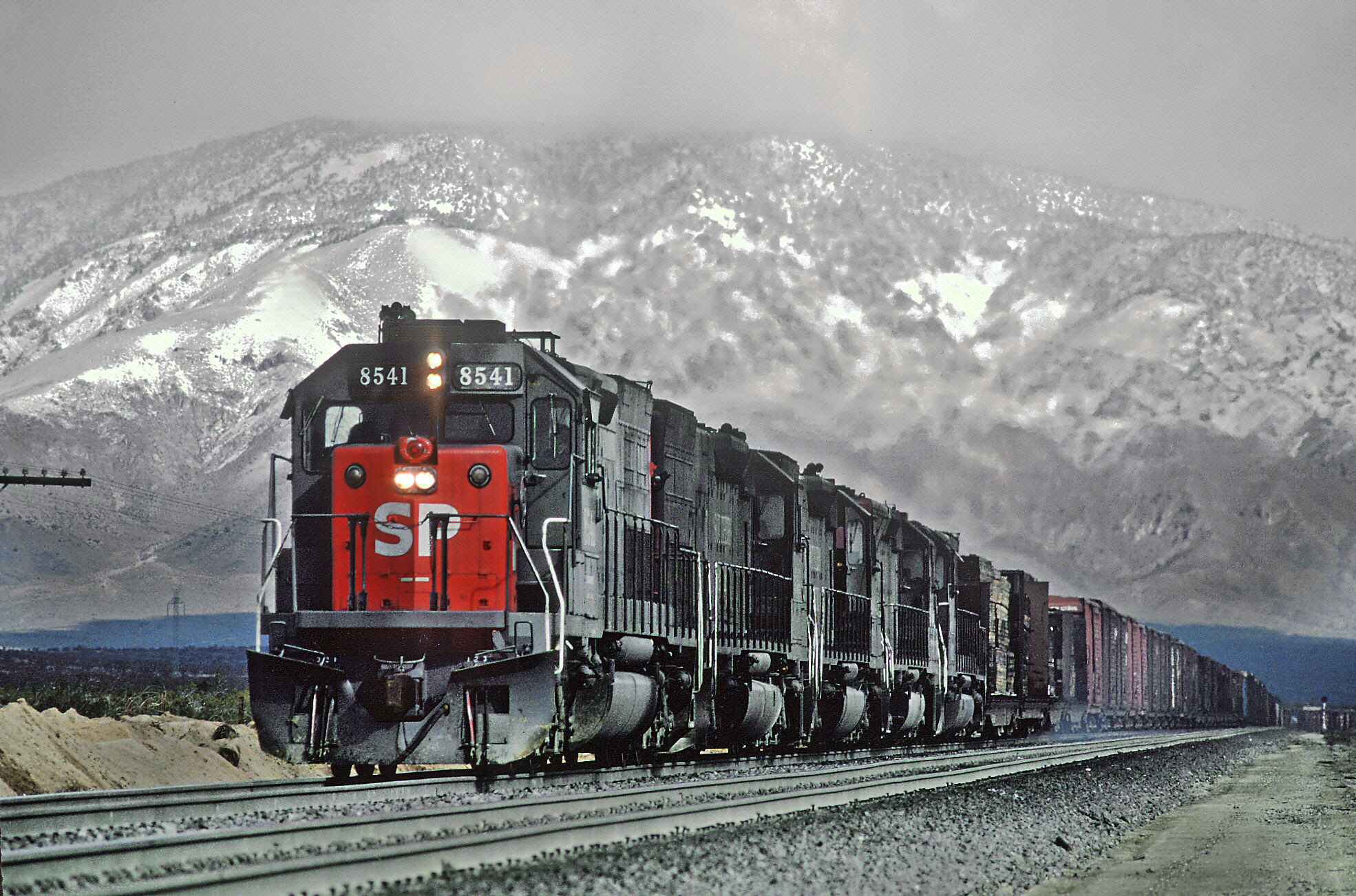
Güterzug auf der Sunset Route bei Mojave (1983)

Mojave liegt auf den Routen der California State Route 14 („Antelope Freeway“, Richtung Los Angeles und nördliches Nevada) und der California State Route 58 (Richtung mittleres Kalifornien, Arizona und südliches Nevada). 
Der Ort liegt an den Hauptverbindungen Southern Transcon der BNSF Railway und Sunset Route der Union Pacific Railroad (UP). Westlich von Mojave sind die beiden Eisenbahnkorridore zu einer Bahnstrecke, der Mojave Subdivision, gebündelt, die über den Tehachapi Pass und Tehachapi Loop nach Bakersfield führt. Östlich von Mojave schließen getrennte Strecken der BNSF (Cajon Subdivision) und UP (Yuma Subdivision) an. Ferner führt die von der Southern Pacific Company errichtete Jawbone Branch als Lone Pine Subdivision Richtung Nordosten bis zur Verknüpfung mit der Trona Railway in Searles.
In Mojave halten Amtrak-Fernzüge. Die Stadt verfügt dazu über einen unbesetzten Bahnsteig ohne Ticketschalter, der nächste besetzte Bahnhof befindet sich in Bakersfield.
Auf dem Gebiet von Mojave befindet sich der Weltraumbahnhof Mojave Air & Space Port.

### Öffentliche Einrichtungen
- Mojave Vereinigte Schulsprengel Amt
- Mojave Handelskammer
- Mojave Filiale Kern County Bibliothek
- Veterans Gebäude

## Referenzen
- Bailey, Richard C., Kern County Place Names, (Bakersfield, California: Merchant's Printing and Lithography Co., 1967).
- Beck, Warren A. und Ynez D. Haase, "92: Borax Mines and Roads of the Late 1800s," Historical Atlas of California, (Norman, Oklahoma: University of Oklahoma Press, 1974).
- United States Postal Service website, 2006.